# Littérature lituanienne
La littérature lituanienne désigne la littérature en lituanien (langue balte), ou en Lituanie, ou par les diasporas.
Les œuvres produites en biélorusse, russe ou ukrainien (langues slaves orientales) ou en polonais (langues slaves occidentales) sont généralement considérées comme faisant partie des littératures biélorusse, russe, ukrainienne ou polonaise respectivement. Idem des œuvres en yiddish, en tatar, en grec, etc.

## Tradition orale
- Onomastique
- Contes, légendes, mythes de tradition orale
- Mythologie lituanienne

## Avant 1500
- Mindaugas (1203-1263), divers édits en latin
- Ghédimin (1275-1341, Gediminas), grand-duc, Lettres de Gediminas (en) (1323-1324, six, en latin, à destination de chefs d'État ouest-européens)

## 16esiècle

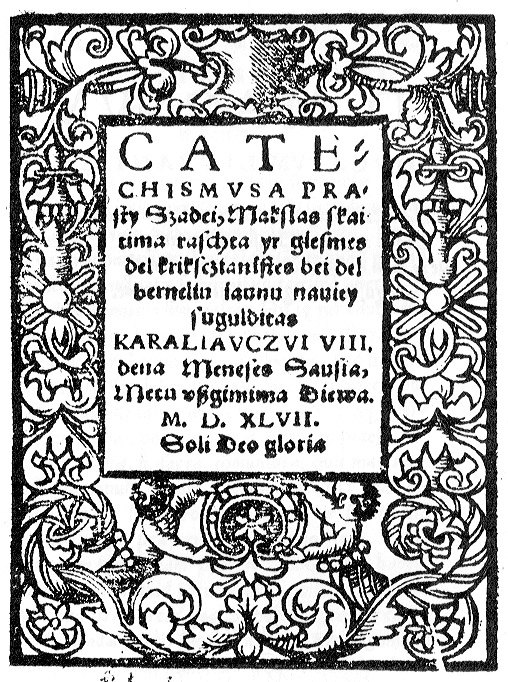
Le premier livre en lituanien

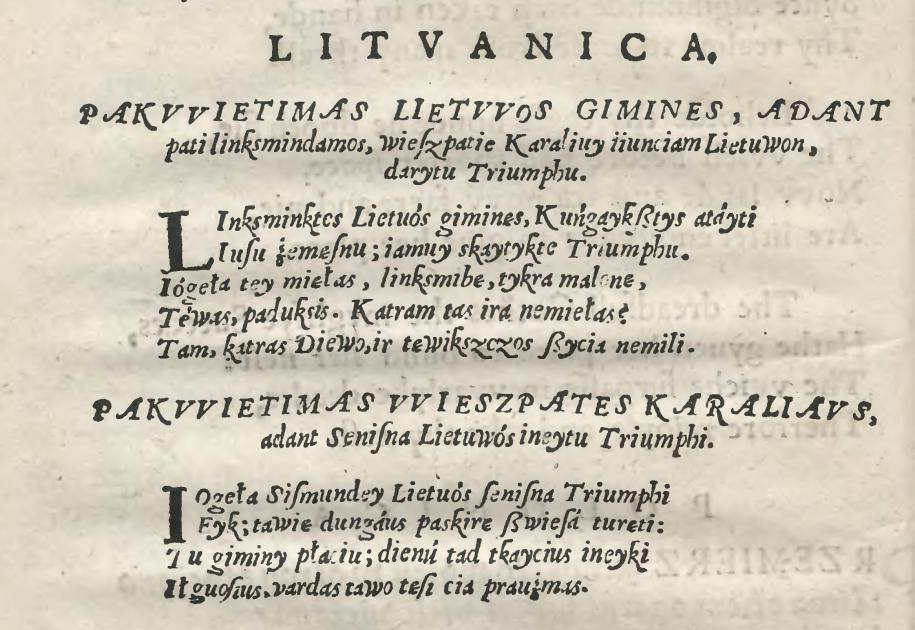
Panégyrique de Sigismund III Vasa, 1589

La plupart des textes écrits et imprimés sont rédigés en latin, par et pour les minorités dirigeantes.
- Mikołaj Hussowczyk (en) (1480-1533), Carmen de statura, feritate ac venatione bisontis (1523, Chant sur la stature, la férocité et la chasse du bison
- Joannis Vislicensis (en) (1485-1520), Bellum Prutenum (1520, épopée sur la Guerre prussienne)
- Stanislovas Rapalionis (1485-1545), théologien, premier traducteur de la Bible en lituanien
- Michalo Lituanus (1490-1560), De moribus tartarorum, lituanorum et moscorum (en) (Sur les mœurs des Tartares, des Lithuaniens et des Moscovites, publié en 1615 à) Bâle)
- Petrus Roysius (~1505–1571), d'origine espagnole
- Martynas Mažvydas (1510-1563), auteur du premier livre lituanien imprimé, Catechismusa Prasty Szadei  (1547)
- Augustinus Rotundus (en) (1520-1582), Rozmowa Polaka z Litwinem (1564, Conversation entre un Polonais et un Lithuanien), Epitome principum Lituaniae (1566), De dignitate ordinis ecclesiastici Regni Poloniae (Cracovie, 1582)
- Adam Schröter (en) (1525-1572~), De fluvio Memela Lithuaniae carmen elegiacum  (1553, ode au Niémen), Salinarum Vieliciensium jucunda et vera descriptio (1553)
- Baltramiejus Willentas (1525c–1587)
- Jonas Radvanas (en) (?-1592), Radivilias (en) (Vilnius, 1588/1592), poème épique dédié à Nicolas Radziwiłł Le Rouge
- Mikalojus Daukša (en) (1527c-1613), Catéchisme catholique (1595), Postilla (1599)
- Jonas Bretkūnas (en) (1536-1602), pasteur, luthérien, traducteur de la Bible, historien, Postilla, tatai esti trumpas ir prastas išguldimas evangeliu (1591)
- Mathias Strykowski (1547-1593), polonais, poète, historien, Chronique de la Pologne, de la Lituanie, de la Russie, de la Prusse, de la Moscovie et de la Tartarie (1582), poème épique Aux débuts de la célèbre nation lituanienne (1593)

## 17esiècle

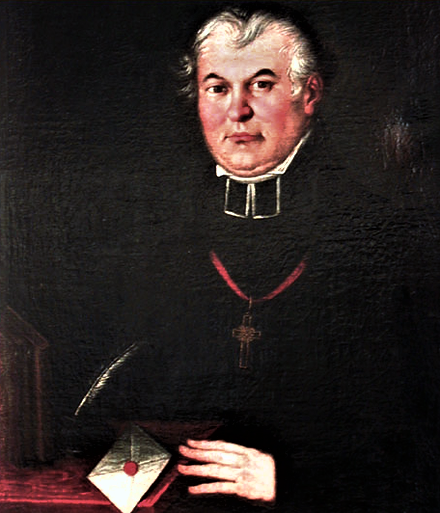
Konstanty Szyrwid

- Laurentius Boierus (1561-1619), jésuite, Carolomachia (1606, Bataille des rois, bataille de Kircholm (1605), hommage du grand hetman Jan Karol Chodkiewicz)
- Konstantinas Sirvydas (1580-1631), dictionnaire lituanien-polonais-latin
- Maciej Kazimierz Sarbiewski (1595-1640), polonais, jésuite, poète, en latin, Lyricorum libri tres (1625), Dii gentium (1627)
- Žygimantas Liauksminas (en) (1596/7-1670), jésuite, théologien, philosophe, Epitome institutionum linguae graeca (1655), Praxis oratoria sive praecepta artis rhetoricae (1648), Ars et praxis musica (1667), Tractatus de Deo Uno, Tractatus theologicus de jure et justitia
- Daniel Klein (en) (1609-1666), grammairien, Grammatica Litvanica (en) (1653)
- Albert Wijuk Kojałowicz (1609-1677), jésuite, historien, Historiæ Lituanæ pars prior (1650), Historiæ Lithuanæ pars posterior (1669), Elogia imperatorum ex Austriaca familia (Vilnius, 1659)
- Kazimieras Kojelavičius-Vijūkas (1617-1674), Petras Kojelavičius-Vijūkas (1622-1654)
- Samuel Bogusław Chyliński (en) (1631-1668), calviniste, traducteur de la Bible

## 18esiècle
- Universitas lingvarum Litvaniae (en) (anonyme, Vilnius, 1737)
- Kristijonas Donelaitis (1714-1780), Metai (Les Saisons, premier poème en hexamètres en lituanien)
- Antanas Strazdas (en) (1760-1833), poète, Giesmės svietiškos ir šventos (1814, Hymnes sont profanes et sacrés), Ode to Riga (1824)
- Jūratė und Kastytis (de), légende lituanienne
- Gaon de Vilna (1720-1797), rabbin, talmudiste, aharonim mitnagdim (orthodoxe, antihassidisme) : Musée Juif Gaon de Vilnius (1989)

## 19esiècle

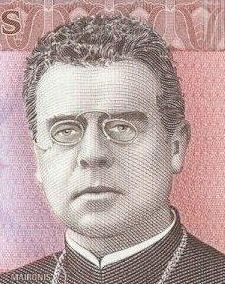
Maironis

Le renouveau national lituanien, précédé et préparé par un renouveau samogitien, mène à l'insurrection de Grande-Pologne (1848), puis à l'insurrection de Janvier (1863). L'instauration russe du gouvernement de Vilna (1795-1920) et du gouvernement de Kowno (1842-1915) motivent l'interdiction de la presse lituanienne (en) (1865-1904), portant sur toute publication en lituanien en alphabet latin (cyrillisation, russification), et le mouvement de contrebandiers de livres lituaniens (en).
L'éphémère Aušra (1883-1886, Ragnit/Neman) est le premier journal en lituanien.
- Jurgis Pabrėža (en) (1771-1849), Taislius auguminis (guide systématique de la flore lituanienne, en dialecte samogitien)
- Ludwig Rhesa (de) (1776-1840), allemand
- Sophie de Choiseul-Gouffier (1790-1878)
- Simonas Daukantas (de) (1793-1864), historien, ethnographe, Darbai senųjų lietuvių ir žemaičių (1822, Œuvres de vieux Lituaniens et Saxons), Istorija žemaitiška (1834, Histoire samogitienne), Būdas senovės lietuvių, kalnėnų ir žemaičių  (1845, La voie des anciens Lituaniens, Kalnéniens et Žemaitsiens)
- Motiejus Valančius (en) (1801-1875), évêque, historien, Palangos Juzė (Juzė de Palanga), Vaikų knygelė (Livre pour enfants), Žemaičių vyskupystė (Diocèse de Žemaicai)
- Eisik Meir Dick (de) (1807-1893)
- Laurynas Ivinskis (en) (1810-1881), Metu skajtlus ukiszkas ant metu Wieszpaties
- Georg Heinrich Ferdinand Nesselmann (1811-1881), allemand
- Józef Ignacy Kraszewski (1812-1887), romancier polonais
- August Schleicher (1821-1868), allemand
- Aleksandras Fromas-Gužutis (lt) (1822-1900), dramaturge
- Mikalojus Akelaitis (en) (1829-1887), ethnographe
- Antanas Baranauskas (de) (1835-1902), poète, Apie lietuvių ir žemaičių kalbą (À propos de la langue lituanienne et samogitienne), Anykščių šilelis (1861, La forêt d'Anykščių)
- Miriam Markel-Mosessohn (1839-1920)
- Žemaitė (1845-1921) (Julija Beniuševičiūtė-Žymantienė), prosateur
- Vincas Pietaris (lt) (1850-1902), romancier
- Liudvika Didžiulienė (1856-1925)
- Vincas Kudirka (1858-1899)
- Gabrielė Petkevičaitė-Bitė (1861-1943)
- Maironis (Jonas Mačiulis, 1862-1932), poète
- Sofija Pšibiliauskienė (en) (1867-1926)
- Marija Lastauskienė (en) (1872-1957)
- Karolina Proniewska ou Karolina Praniauskaitė (1828-1859), poétesse
- Keturakis, dramaturge
- Simonas Stanevičius, Liudvikas Adomas Jucevičius, Antanas Juška...

## 20esiècle
- Gabrielė Petkevičaitė-Bitė (1861-1943)
- Maironis (1862-1932)
- Vydūnas (1868-1953)
- Emma Goldman (1869-1940)
- Marija Lastauskienė (en) (1872-1957), (Lazdynų Pelėda)
- Jurgis Baltrušaitis (1873–1944)
- Šatrijos Ragana (1877-1930)
- Oscar Milosz (1877–1939), en français
- Jurgis Smolskis (1881-1919)
- Kazys Puida (1883–1945)
- Vaclovas Biržiška (en) (1884-1956), Aleksandrynas, bio-bibliographie de tous les auteurs en lituanien de 1475 à 1865
- Sofija Kymantaitė-Čiurlionienė (1886–1958)
- Jurgis Savickis (1890–1952)
- Magdalena Avietėnaitė (1892-1984)
- Vincas Mykolaitis-Putinas (1894–1967)
- Balys Sruoga (1896-1947), poète
- Ieva Simonaitytė (1897-1978)
- Ona Galdikaitė (en) (1898-1990)
- Augustinas Gricius (lt) (1899-1972, Pivoša), journaliste, satiriste, scénariste
- Salomėja Nėris (1904-1945)
- Jonas Aistis (de) (1904-1973)
- Bernardas Brazdžionis (de) (1907-2002)
- Petras Cvirka (en) (1909-1947)
- Yemima Avidar-Tchernovitz (en) (1909-1998)
- Antanas Škėma (1910-1961), Le linceul blanc
- Czesław Miłosz (1911-2004), polonais
- Meilė Lukšienė (en) (1913-2009)
- Johannes Bobrowski (1917-1965), allemand
- Kazys Bradūnas (en) (1917-2009), poète, éditeur
- Eduardas Mieželaitis (de) (1919-1997), poète
- Alfonsas Nyka-Niliūnas (de) (1919-2015)
- Marija Gimbutas (1921-1994)
- Adolfas Mekas (1925-2011)
- Birutė Ciplijauskaitė (en) (1929-2017)
- Esther Hautzig (1930-2009)
- Aldona Gustas (1932-), allemande
- Ugnė Karvelis (en) (1935-2002)
- Tomas Venclova (1937-)
- Nijolė Sadūnaitė (en) (1938-)
- Romualdas Granauskas (de) (1939-2014), dramaturge
- Ona Baliukonė (en) (1948-2007)
- Vidmantė Jasukaitytė (en) (1948-)
- Vanda Juknaitė (1948-)
- Vytautas Kernagis (en) (1951-2008), auteur-compositeur-interprète, barde
- Kęstutis Kasparavičius (en) (1954-)
- Gintarė Adomaitytė (en) (1957-)
- Giedra Radvilavičiūtė (en) (1960-)
- Loreta Anilionytė (en) (1960 ?-)
- Jurga Ivanauskaitė (1961-2007)
- Edita Mildažytė (en) (1966-)
- Alvydas Šlepikas (de) (1966-)

## Galerie

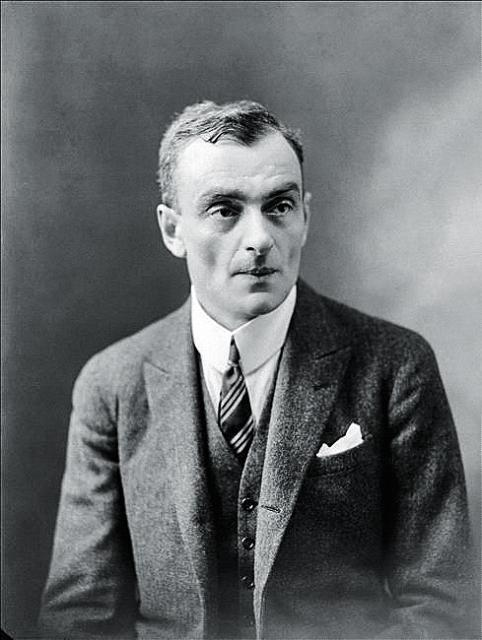
Oscar Vladislas de Lubicz-Milosz
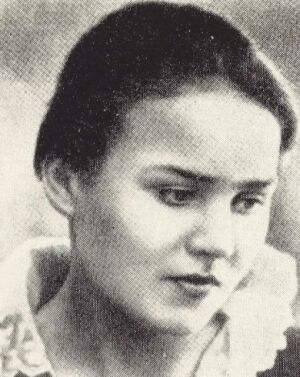
Salomėja Nėris
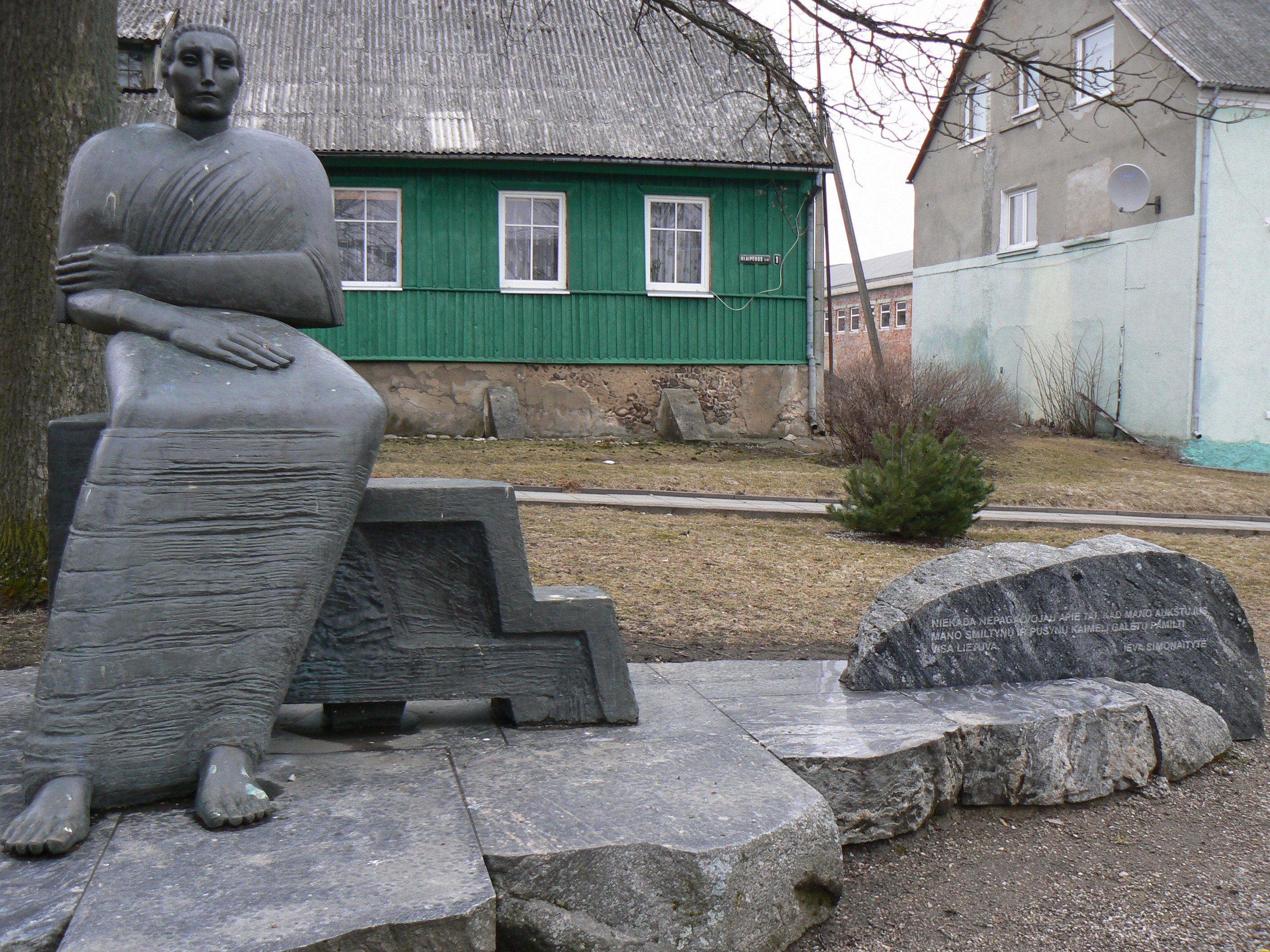
Ieva Simonaitytė
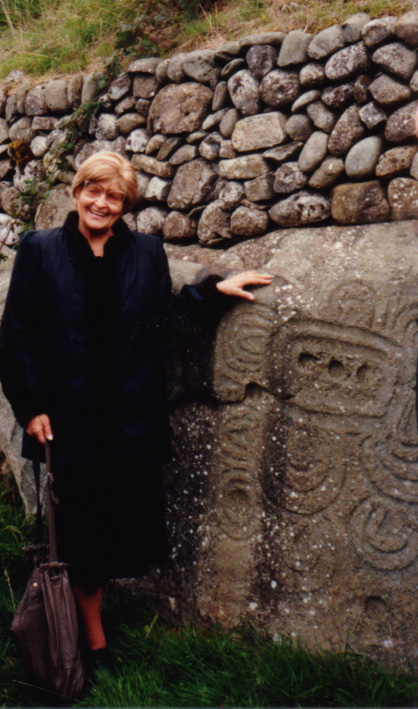
Marija Gimbutas
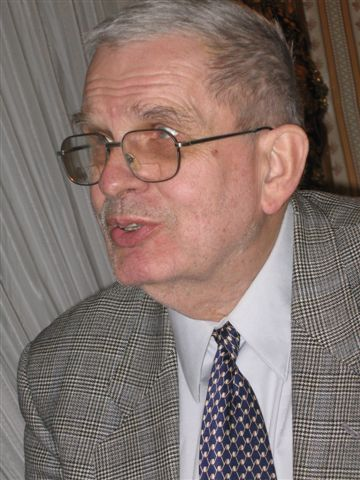
Tomas Venclova

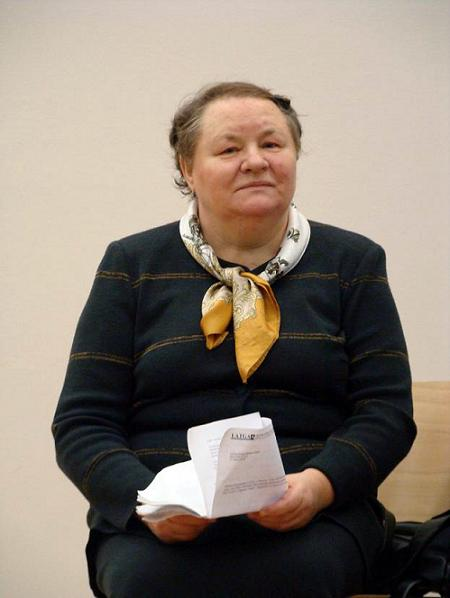
Vanda Juknaitė
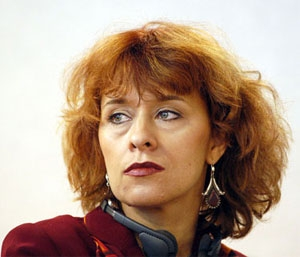
Jurga Ivanauskaitė
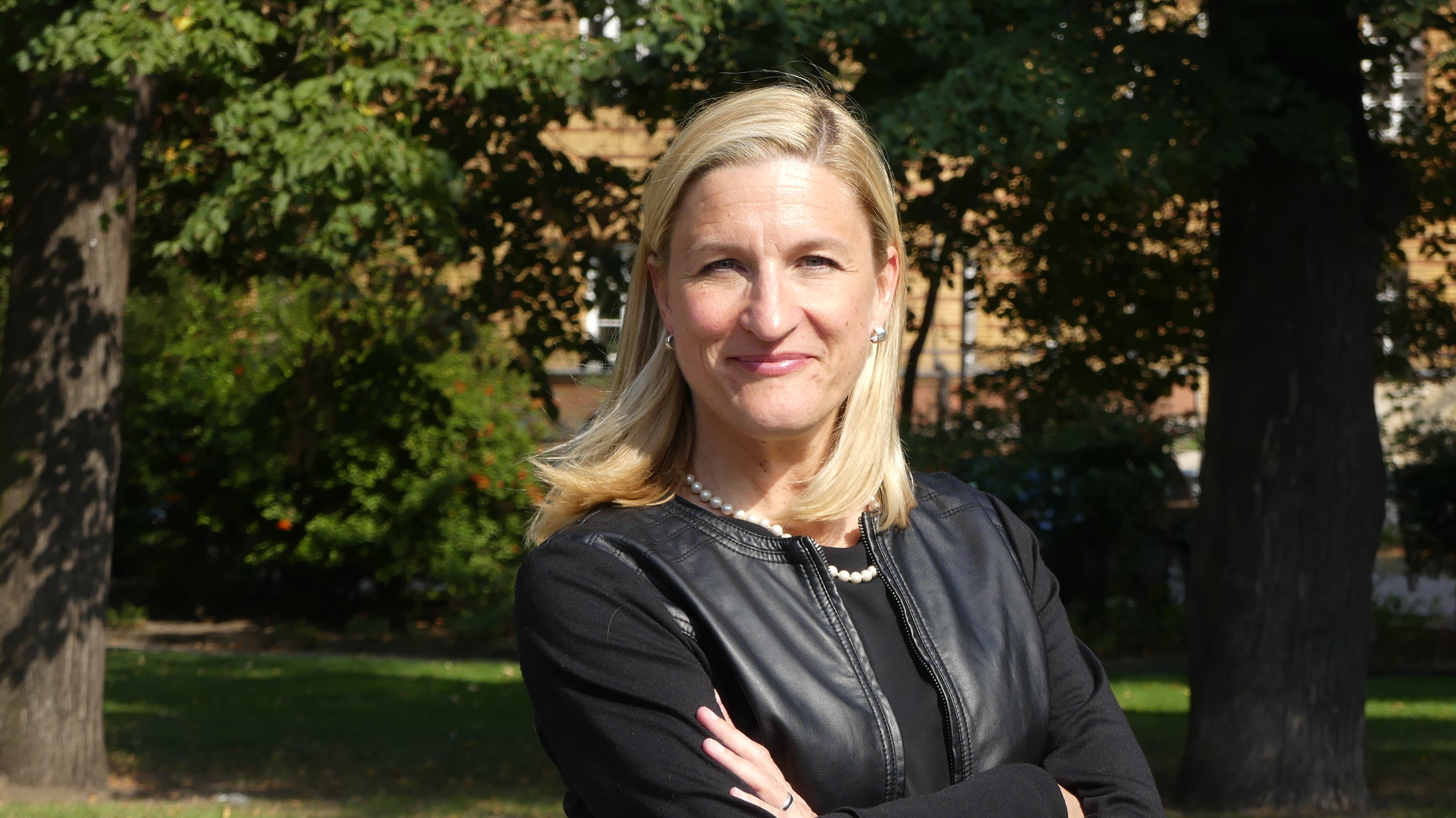
Ruta Sepetys

## 21esiècle
- Vidmantė Jasukaitytė (1948-)
- Vanda Juknaitė (1949-)
- Vytautas Kernagis (1951-2008)
- Kęstutis Kasparavičius (1954-)
- Gintarė Adomaitytė (en) (1957-)
- Loreta Anilionytė (en) (1960 ?-)
- Jurga Ivanauskaitė (1961-2007)
- Valdas Papievis (1962-), Prix national de la culture et de l'art 2016, Un morceau de ciel sur terre (2020)[1] (ISBN 979-10-93569-24-6)
- Sigitas Parulskis (en) (1965-)[2],[3], poète, romancier, dramaturge, critique, traducteur, photographe, Ténèbres et compagne (2012), Prix de l'Assemblée balte pour la littérature, les arts et la science (en) 2016
- Edita Mildažytė (en) (1966-)
- Paulina Pukytė (en) (1966-)
- Marius Ivaškevičius (de) (1973-)
- Kristina Sabaliauskaitė (en) (1974-)
- Laura Sintija Cerniauskaité (1976-)
- Indrė Valantinaitė (en) (1984-), poétesse

## Œuvres
- Lithuanian dictionaries (en)
- Academic Dictionary of Lithuanian (en)
- Encyclopedia Lituanica (en)

## Auteurs
- Écrivains lituaniens
- Liste d'écrivains lituaniens (de)
- Liste d'écrivains en lituanien (en)
- Association des écrivains lituaniens (en) (1922)

## Institutions
- Bibliothèque universitaire de Vilnius (1579)
- Archives nationales de Lituanie (en)
- Bibliothèque nationale Martynas Mažvydas (1919)
- Institut de littérature et de folklore lituanien (lt) (1939)
- Foire du Livre de Vilnius (en) (1999)
- Festivals littéraires : Imbiero vakarai, Poetinis Druskininkų ruduo, Poezijos pavasaris
- Prix national de la culture et de l'art (1989)
- Prix littéraires lituaniens (de) :
  - Prix de littérature de l'Institut de littérature et de folklore lituanien (lt)
  - Prix de l'Union des écrivains lituaniens
  - Antano Baranausko literatūrinė premija, Bernardo Brazdžionio literatūrinė premija, Zigmo Gėlės literatūrinė premija
  - Jurgos Ivanauskaitės vardo premija, Jotvingių premija, Jurgio Kunčino vardo premija
  - Gabrielės Petkevičaitės-Bitės premija
  - Stanislovo Rapolionio premija, Prix littéraire Ieva-Simonaitytė (de), Pauliaus Širvio literatūrinė premija
  - Vaikų literatūros premija, „Varpų“ literatūrinė premija, Vieno lito literatūrinė premija, Žemaitės literatūrinė premija
  - Prix de l'Assemblée balte pour la littérature, les arts et la science (en)

Liste restreinte de prix littéraires internationaux :
- Prix européen de littérature (2005)
- Prix Angelus de littérature d'Europe centrale (de) (2006)

## Autres langues
- Langues dans les pays baltes
- Latin, Latin médiéval, Latin humaniste, Latin ecclésiastique, Néolatin
- Littérature yiddish, YIVO (1925), yiddish
- Littérature de langue allemande
- Littérature rom, romani baltique